# Rita Di Giovacchino
Rita Di Giovacchino (Bergamo, 19 febbraio 1947 – Roma, 2 maggio 2021) è stata una giornalista italiana.
Si occupò di cronaca giudiziaria, prima all'ANSA poi per Il Messaggero. Tra le altre cose, seguì il caso Moro, la sparizione di Emanuela Orlandi e le uccisioni di Giovanni Falcone e Paolo Borsellino. Curò un blog sul sito de Il Fatto Quotidiano.
È morta per complicazioni da COVID-19 il 2 maggio 2021 all'età di 74 anni all'Ospedale Spallanzani di Roma.

## Opere
- Scoop mortale, storia di un giornalista Kamikaze, Tullio Pironti, 1994
- Il libro nero della Prima Repubblica, Fazi, 2005
- Delitti privati, Fazi, 2007
- Storie di alti prelati e gangster romani, Fazi, 2008
- Stragi. Quello che Stato e mafia non possono confessare, Castelvecchi, 2015
- Il libro nero della Repubblica: Criminalità e politica 1960-2018, Castelvecchi, 2019